# Aconitum ferox
Aconitum ferox es una especie de planta herbácea de flores de la familia Ranunculaceae. Conocido como acónito indio o bisa, es natural de Sandakphu, que es uno de los puntos más altos de las colinas Darjeeling en la India. También se encuentran en Bután y Nepal.

## Características
Es una planta herbácea perenne de 50-120 cm de altura. Con unas bellas flores de color púrpura y hojas de color verde claro recortadas en segmentos.

## Propiedades
Es una de las especies más tóxicas del género Aconitum, más potente que Aconitum napellus. Contiene un alcaloide, la pseudaconitina, similar a la aconitina. Desde la antigüedad se ha utilizado como veneno que se untaba en las flechas y lanzas.
No debe ser usado bajo ningún concepto como tratamiento casero por su extremada toxicidad.

## Taxonomía
Aconitum ferox, fue descrita por Wall. ex Ser. y publicado en Mousses Helvétiques 1: 106., en el año 1823.
Etimología
Ver: Aconitum
ferox: epíteto latíno que significa "espinoso"
Sinonimia
- Aconitum atrox Walp.
- Aconitum atrox (Brühl) Mukerjee
- Aconitum ferox var. atrox Brühl
- Nirbisia codua G.Don
- Nirbisia hamiltonii G.Don[5]